# Черкасово (Петушинский район)

Черка́сово — деревня в Петушинском районе Владимирской области России, входит в состав Пекшинского сельского поселения.

## География
Расположена в западной части области в 3 км к северу от автодороги М7 «Волга» М7 Москва — Уфа, на левом берегу реки Пекша. В 6 км юго-восточнее деревни расположена железнодорожная станция Болдино на линии Москва — Владимир.

## История
В XIX — начале XX века входила в состав Воронцовской волости Покровского уезда Владимирской губернии, с 1924 года — в составе Болдинской волости Владимирского уезда. В 1859 году в деревне числилось 30 дворов, в 1905 году — 42 дворов, в 1926 году — 46 дворов.
С 1929 года деревня являлась центром Черкасовского сельсовета Собинского района, с 1940 года — в составе Болдинского сельсовета, с 1945 года — в составе Петушинского района, с 1974 года — в составе Пекшинского сельсовета, с 2005 года — в составе Пекшинского сельского поселения.

## Население
| 1859 | 1905 | 1926 |
| ---- | ---- | ---- |
| 188  | 234  | 192  |

| 1859 | 1905 | 1926 | 2002 | 2010 | 2021 |
| ---- | ---- | ---- | ---- | ---- | ---- |
| 188  | ↗234 | ↘192 | ↘25  | ↗37  | ↗38  |

## Транспорт
До Черкасово можно добраться на автобусе от Петушков (ходит 4 раза в день) или на междугороднем автобусе Москва—Владимир добраться до населенного пункта Пекша (135 км Горьковского шоссе) и пешком пройти 3 км.
Деревню с асфальтовой дорогой связывает мост через р. Пекша. Движение грузового автомобильного транспорта по мосту было запрещено до 29 января 2019 года, — грузовики и тракторы проезжали реку вброд. 29 января 2019 года главой администрации Петушинского района было открыто движение по новому мосту, оборудованному ночным освещением. Ограничения проезда по мосту были сняты.